# Arso Jovanović
Arsenije "Arso" Jovanović (em sérvio:  Арсо Јовановић; 24 de março de 1907 – 12 de agosto de 1948) foi um general e guerrilheiro iugoslavo, um dos principais comandantes militares do país durante a Segunda Guerra Mundial na Iugoslávia.
Educado nas academias do Exército Real Iugoslavo, Jovanović foi um dos generais mais bem-educados entre as forças partisans na Iugoslávia, falando francês, russo e inglês. Seus relatórios militares o destacaram, às vezes chegando a dez páginas, e ele permaneceu próximo ao Alto Comando partidário, dando aulas na primeira escola de oficiais partidários em Drvar, em 1944. Após a Ruptura Tito–Stalin em 1948, Jovanović apoiou abertamente a União Soviética. Ele foi morto por guardas de fronteira iugoslavos enquanto tentava escapar para a Romênia com outros dois dissidentes montenegrinos, Vlado Dapčević e Branko Petričević, que foram capturados vivos.

## Biografia
Arso Jovanović nasceu na aldeia de Zavala perto de Podgorica, Principado de Montenegro em 24 de março de 1907,  em uma família pertencente ao clã Piperi.  Seu parente de sangue, Blažo Jovanović, era um proeminente comunista montenegrino. 
Seu pai foi, até 1910, um oficial do Exército Real Sérvio, estacionado no regimento de artilharia em Topčider, um subúrbio de Belgrado, capital do Reino da Sérvia. Jovanović estudou em Podgorica e depois progrediu para a academia militar do Exército Real Iugoslavo em Belgrado em 1925.  Lá, ele foi contemporâneo de Velimir Terzić e Petar Ćetković, que mais tarde também se tornariam comandantes importantes nas forças guerrilheiras durante a Segunda Guerra Mundial. Ele se formou perto do topo de sua classe e foi nomeado sargento (comandante de pelotão) no 10º Regimento de Infantaria "Takovski", estacionado em Sarajevo. 
Ele foi para a Escola Superior da Academia Militar, onde estudou várias disciplinas, incluindo táticas de guerra e francês, graduando-se em 1934.  Ele retornou a Sarajevo, onde se tornou comandante da companhia de cadetes da Escola de Oficiais de Infantaria da Reserva, até a invasão nazista da Iugoslávia. 
Em 1934, ele se casou com Senka Vujić, uma escriturária de Nikšić; juntos eles tiveram duas filhas. 

## Invasão da Iugoslávia
Quando a invasão alemã começou, Jovanović era comandante do batalhão escolar. Ele estava subordinado ao Segundo Grupo de Exércitos sob o comando do General Dragoslav Miljković. Sua tarefa era agir na direção de Sarajevo-Travnik. Um fato interessante é que aqui ele serviu com vários futuros altos comandantes do exército, como Draža Mihailović, Major Miodrag Palošević e Major Radoslav Đurić. Após o colapso da frente em Sarajevo em 15 de abril e a entrada de um grupo blindado alemão na cidade, Jovanović não avançou para apoiar o Coronel Mihailović, que estava sendo atacado perto de Derventa. Em vez disso, ele retornou ao seu local de nascimento, não querendo se render ao inimigo. Lá ele aguardou a famosa Revolta de 13 de Julho em Montenegro, da qual participou. 
Nessas ações, outros oficiais ativos do Reino da Iugoslávia que posteriormente cruzaram para as linhas partidárias também se destacaram. Os exemplos incluem o coronel de infantaria Savo Orović, o Tenente-coronel da reserva Veljko Bulatović, o Capitão de Infantaria de 1ª Classe Velimir Terzić e o Capitão de Infantaria de 1ª Classe Petar Ćetković. Todos lutaram então no Exército Real Iugoslavo, que renunciou à capitulação do país aos invasores, e mais tarde ao lado das unidades guerrilheiras comandadas por Peko Dapčević, Vlado Ćetković, Jovo Kapičić e outros. 
Como os montenegrinos tradicionalmente tinham grande afeição pela Rússia, quando a guerra soviético-alemã eclodiu, Montenegro se revoltou. Apesar de não terem sido feitos planos e preparativos para a guerrilha, uma revolta universal estava em andamento.  Jovanović comandou suas forças em um ataque contra os italianos perto de Crmnica, onde derrotaram um batalhão italiano. Sozinha, a unidade de Jovanović capturou 2.000 italianos e uma quantidade significativa de equipamento de guerra. Jovanović então se juntou às forças guerrilheiras. 

## Partisans

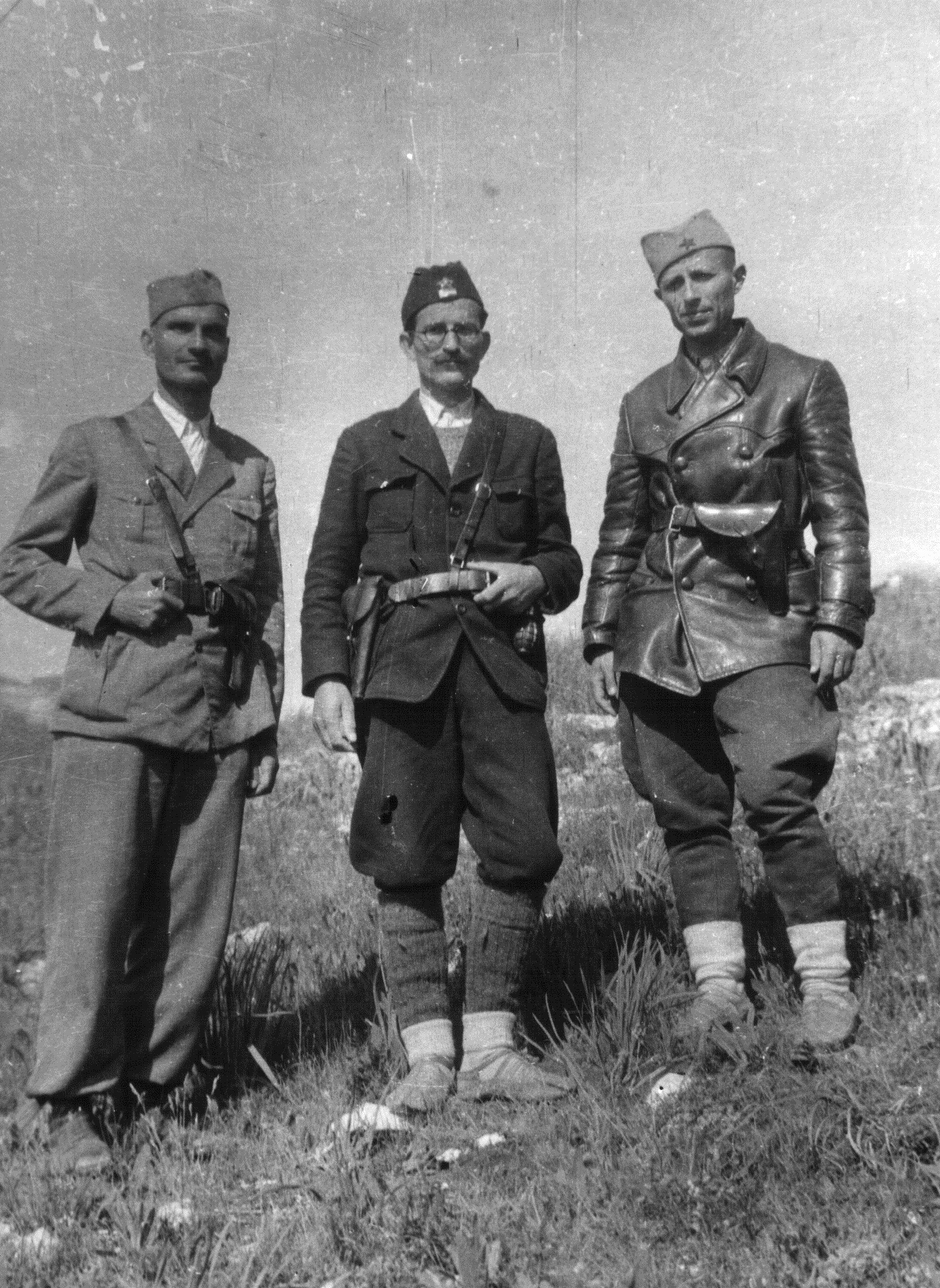
Arso Jovanović, Ivan Milutinović e Mitar Bakić em Zaborje, 1942

Jovanović foi bem recebido pelos partisans. Devido à sua experiência, ele foi designado chefe de gabinete das unidades de guerrilha partisan de Montenegro e Boka. Até dezembro, ele foi chefe de gabinete de Montenegro. 
Enquanto isso, o exército italiano conseguiu transferir um corpo de exército e três esquadrões da Albânia para reprimir a revolta. Jovanović viu-se pressionado entre forças fortes que lentamente expulsaram as unidades guerrilheiras do território. Ele ordenou um movimento em direção a Cetinje, onde unidades guerrilheiras conseguiram até cercar o governador italiano. Os italianos, no entanto, conseguiram desbloquear Cetinje. Jovanović então ordenou um ataque a Kolašin e Šavnik, mas as forças inimigas eram muito fortes e os guerrilheiros foram forçados a recuar. 
Jovanović enfrentou a ira do povo devido à deterioração da situação militar. Nessa situação, ele ordenou uma retirada de toda a frente até a chegada das tropas de Sandžak. Para esta ação, 3.500 pessoas foram mobilizadas em Montenegro. Em 20 de novembro, essas forças iniciaram uma marcha-manobra em todas as partes de Montenegro. Os principais objetivos eram Kolašin, Mojkovac, Mioče, Donja Morača, Gornja Morača, Boan, Đurđevića Tara, Nikšić, Šavnik e Žabljak. Jovanović ordenou que suas tropas tomassem a cidade de Pljevlja a qualquer custo, e manobras foram feitas para cercar a cidade. A Batalha de Pljevlja começou em 1º de dezembro, quando a maioria das forças entrou na cidade. Jovanović estava entre seus combatentes e ordenou ataque, depois retirada, seguido de outro ataque. Os batalhões Komski, "Bajo Pivljanin" e "Zetsko-lješanski" participaram nesta batalha. A cidade estava quase tomada, mas o contra-ataque inimigo foi tão forte que Jovanović teve que ordenar uma retirada. As forças do Eixo sofreram 74 mortos, em comparação com 253 entre as unidades guerrilheiras. Após esta derrota, os guerrilheiros saquearam aldeias e executaram italianos capturados, "sectários" do partido e "pervertidos". 
Após a batalha malsucedida por Pljevlja, que pretendia conectar o território controlado pelos comunistas em Sandžak e Montenegro, Jovanović foi convocado para o comando supremo. Ele pensou que seria dispensado do serviço, mas (em vez do Capitão Branko Poljanac) Jovanović foi nomeado em 12 de dezembro de 1941, como chefe do Comando Supremo das forças partidárias da Iugoslávia. Ele ocupou este cargo até o fim da guerra. Jovanović escreveu um extenso relatório sobre a revolta em Montenegro e as razões para a tentativa malsucedida em Pljevlja. Neste relatório, ele descreveu as deficiências das forças guerrilheiras. 

## Pós-guerra
Quando Josef Stalin rompeu com Josip Broz Tito em 1948, Jovanović, juntamente com outros políticos e militares, aliaram-se à União Soviética.  Ele foi morto por guardas de fronteira iugoslavos enquanto tentava escapar para a Romênia com Vlado Dapčević e Branko Petričević.  
De acordo com os estudiosos Vlatka Vukelić e Vladimir Šumanović, nos anos iniciais após a guerra Jovanović foi "uma das figuras mais influentes e mais citadas do estado iugoslavo restaurado", mas depois de aceitar a resolução do informbiro em favor da União Soviética, ele foi declarado "inimigo do estado" e "foi literalmente cortado do relato oficial iugoslavo da Segunda Guerra Mundial". 